# ブレット・フォー・マイ・ヴァレンタイン
ブレット・フォー・マイ・ヴァレンタイン（英: Bullet for My Valentine）は、ウェールズ出身のヘヴィメタル・バンド。略称は「BFMV」。
2000年代以降の新世代メタルグループとして台頭した、同国を代表するメタルバンド。欧州専門誌主催の各賞を数多く受賞した実績をもつ。

## 来歴
1998年に結成し、「12 Pints of my Girl Friends Blood」「Jeff Killed John」「Opportunity in Chicago」といった改名を経て、2003年から「ブレット・フォー・マイ・ヴァレンタイン」として活動開始。
2004年に本国イギリスで発表したミニ・アルバムが高い評価を受け、2005年にデビューアルバム『ザ・ポイズン - The Poison』を発売。同年のロックフェス『サマーソニック』への出演で初の日本公演を行う。
2008年1月、2ndアルバム『スクリーム・エイム・ファイア - Scream Aim Fire』をリリース。前作『ザ・ポイズン』のセールス記録を大幅に塗り替える作品となった。5月にはプロテスト・ザ・ヒーローをサポートバンドに迎え、日本ツアー『BULLET FOR MY VALENTINE Japan Tour 2008』を開催。および10月にHR/HMフェス『LOUD PARK 08』に出演。
2010年4月、3rdアルバム『フィーヴァー - Fever』をリリース。同年9月1日・2日、スペシャルゲストにブリング・ミー・ザ・ホライズン 、サポートアクトにキャンサー・バッツを迎えて来日公演を行う。
2013年2月、4thアルバム『テンパー・テンパー - Temper Temper』をリリース。3月8日には約3年ぶりに来日公演を行う。同年、サマーソニック2013に出演。
2014年2月から3月にかけてヨーロッパツアーを開催。日本のバンド「coldrain」がサポートアクトとして同行。
2015年、5thアルバム『ヴェノム - Venom』をリリース。
2016年、4月に来日公演 および8月のロックフェス『サマーソニック 2016』に出演。
2018年、6thアルバム『グラヴィティ - Gravity』をリリース。

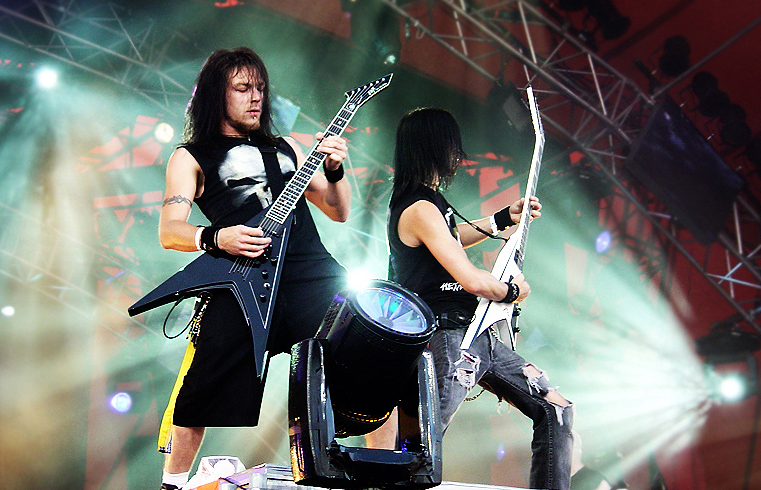
デンマーク・ロスキレ公演 (2006年6月)
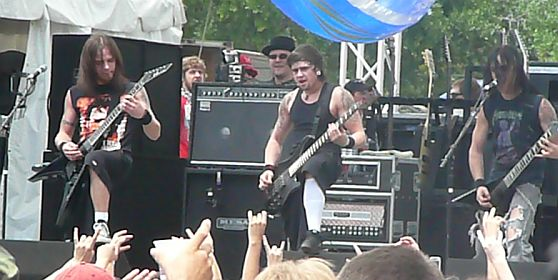
USA.オーランド公演 (2007年4月)
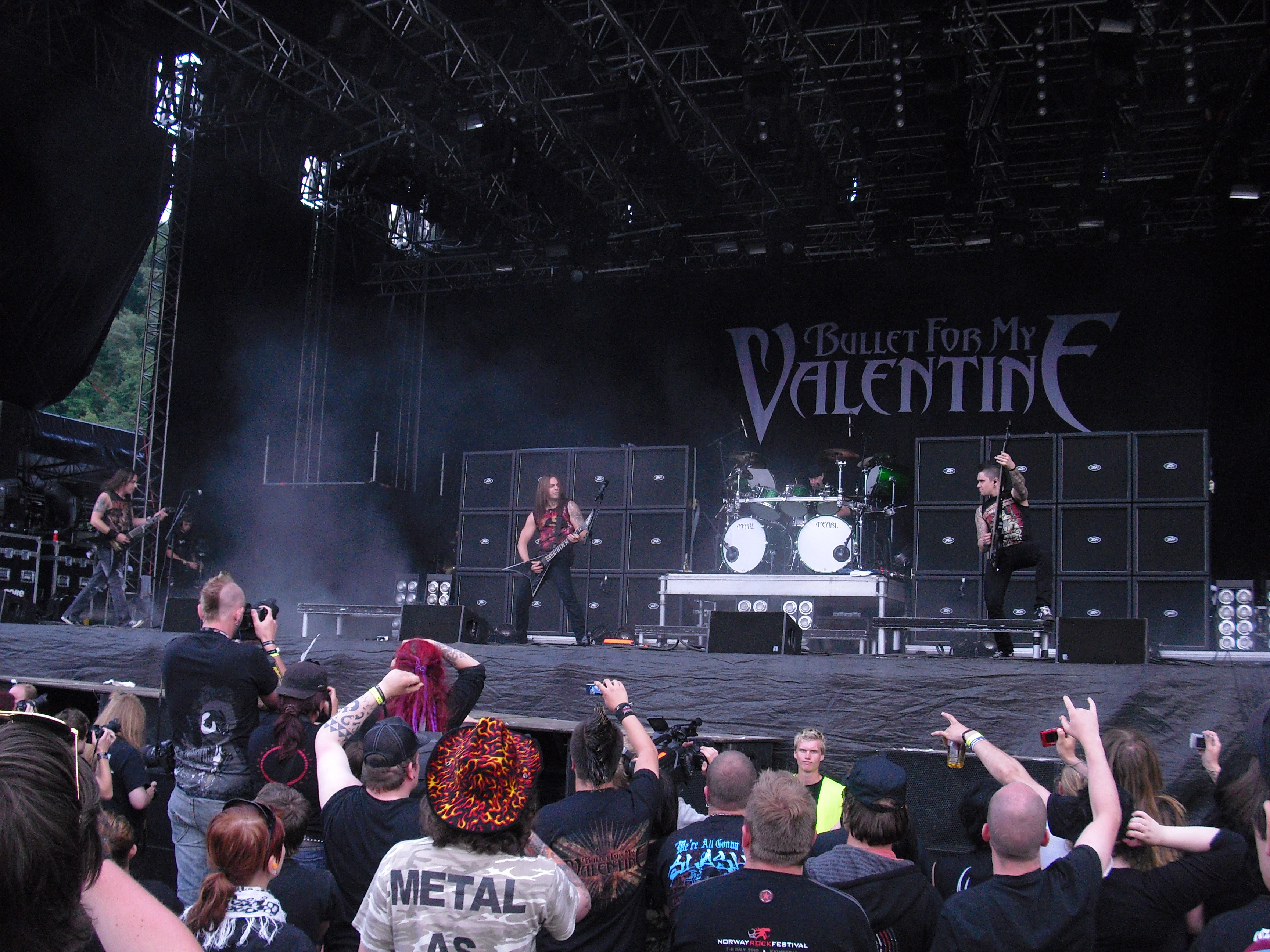
ノルウェー・クヴィネスダル公演 (2010年7月)
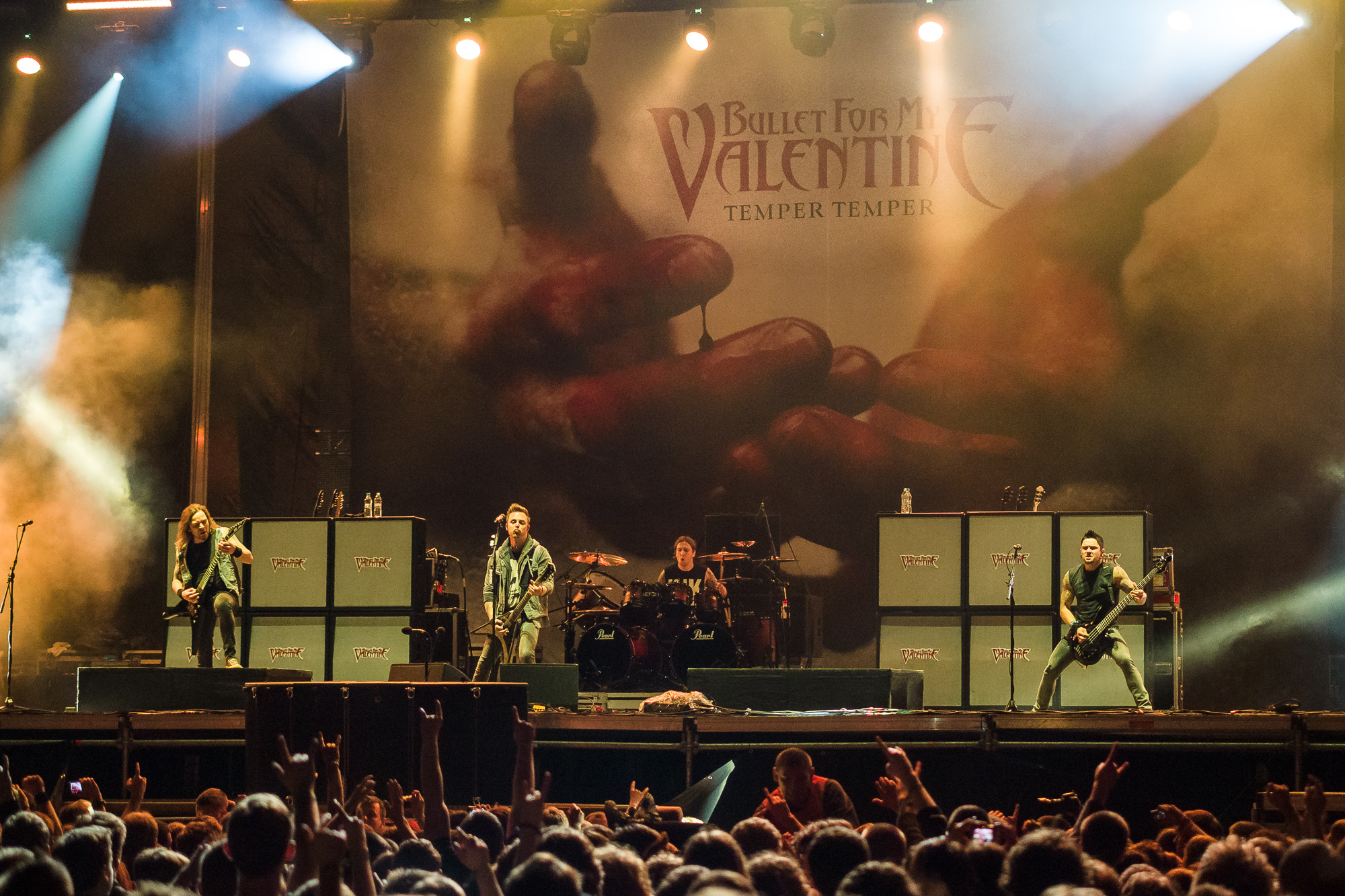
ポーランド・ワルシャワ公演 (2013年5月)

## 音楽性と影響
「アイアン・メイデン」や「メタリカ」「パンテラ」といった、ヘヴィメタル・バンドからの影響を前面に出した独特な音楽性を持つ。
他には「アナイアレイター」「マシーン・ヘッド」「セパルトゥラ」「AC/DC」「ガンズ・アンド・ローゼズ」「テスタメント」「スタック・モジョ」「コーン」「スレイヤー」「ジューダス・プリースト」「メガデス」「アリス・イン・チェインズ」「ニルヴァーナ」「レッド・ツェッペリン」「ディープ・パープル」「ブラック・サバス」 からの影響を語っている。マット・タックはインタビューで「ブルース・スプリングスティーン」「ボブ・シーガー」「ボブ・ディラン」から作曲面で影響を受けたと述べている。

## メンバー

### 現ラインナップ
- マット・タック（Matthew "Matt" Tuck, 1980年1月20日） - ボーカル/ギター （1998-）
  - バンドの歌詞は主に彼が手がけた架空の物語や、自らの喉のトラブルを唄った『デリヴァー・アス・フロム・イーヴィル』等、メンバーの実体験を中心としている。
  - インタビュー等の発言から生意気で好戦的なイメージを持たれているが、実際は控えめで大らかな性格らしく「僕を怒らせたかったら余程酷い事をしなければならない」と語っている。メンバーの中では酒もあまり飲まない（パッジに言わせれば「稀に酔った時は手が付けられない」らしい）。
- マイケル・"パッジ"・パジェット（Michael "Padge" Paget, 1978年9月12日） - ギター （1998-）
  - 前衛的なギタープレイを信条としており、『スクリーム・エイム・ファイア』収録曲では度々活躍している。バンドでは最年長なのもあって、他のメンバーの相談相手になる事も多いという。
  - 使用機材であるESP Michael Padget Vはかつてデイヴ・ムステインのシグネイチャーモデルであったDV8をモチーフにしている。
- ジェイミー・マサイアス（Jamie Mathias, 1990年10月4日）- ベース/ボーカル（2015-）
- ジェイソン・ボウルド（Jason Bowld）- ドラムス（サポート2016, 正規2017-）

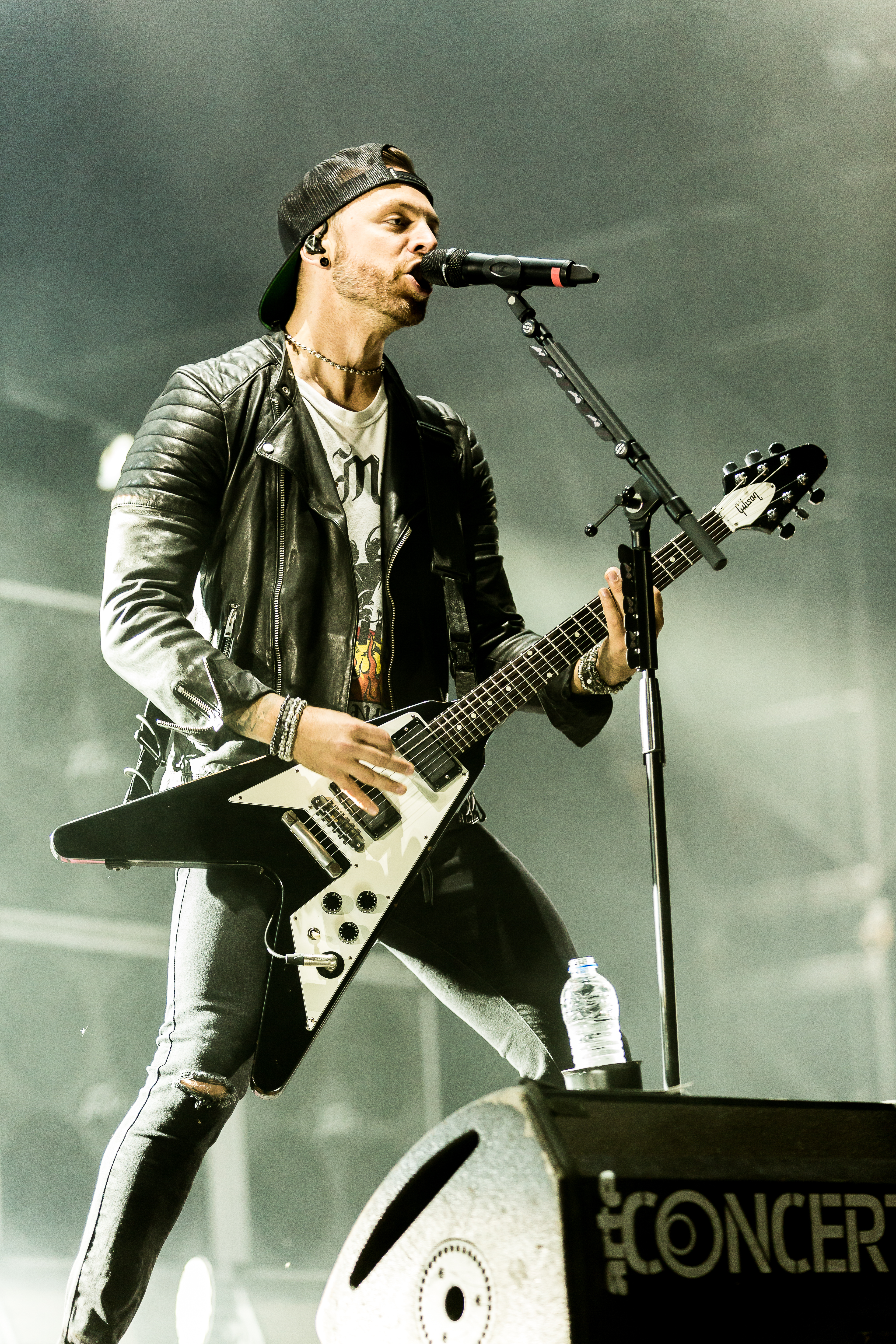
マット・タック(Vo/G) 2018年
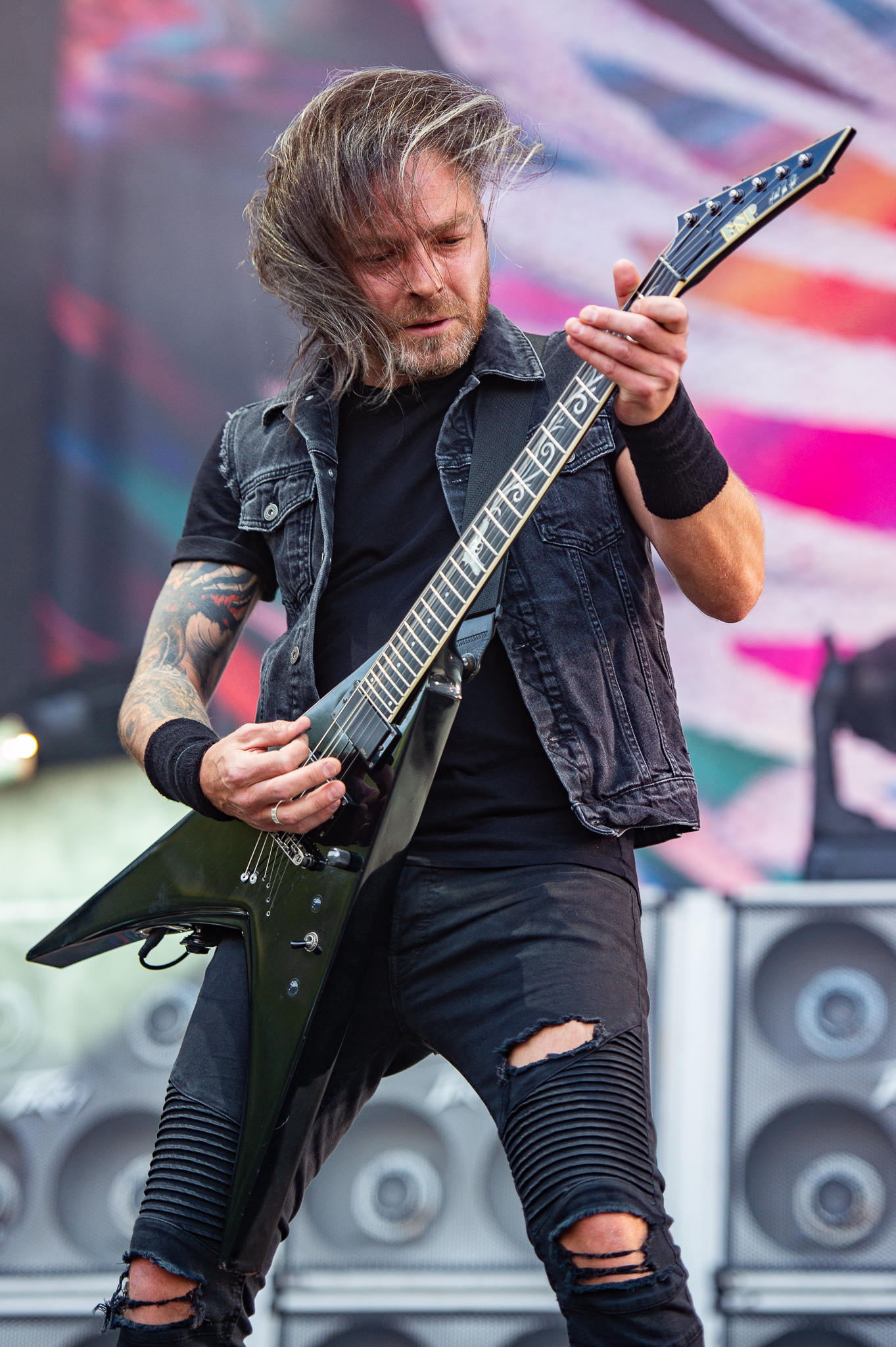
マイケル・"パッジ"・パジェット(G) 2018年
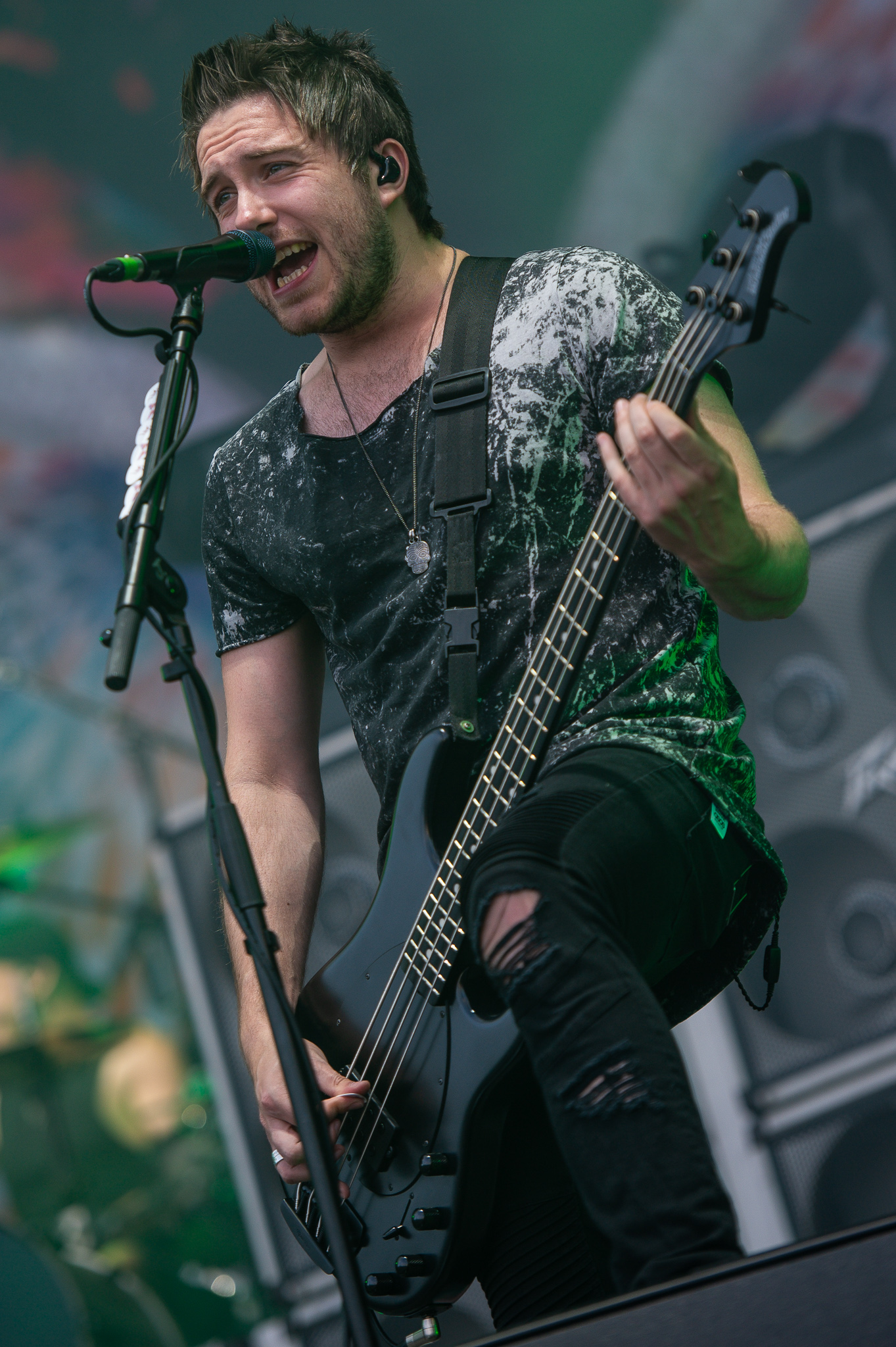
ジェイミー・マサイアス(B/Vo) 2018年
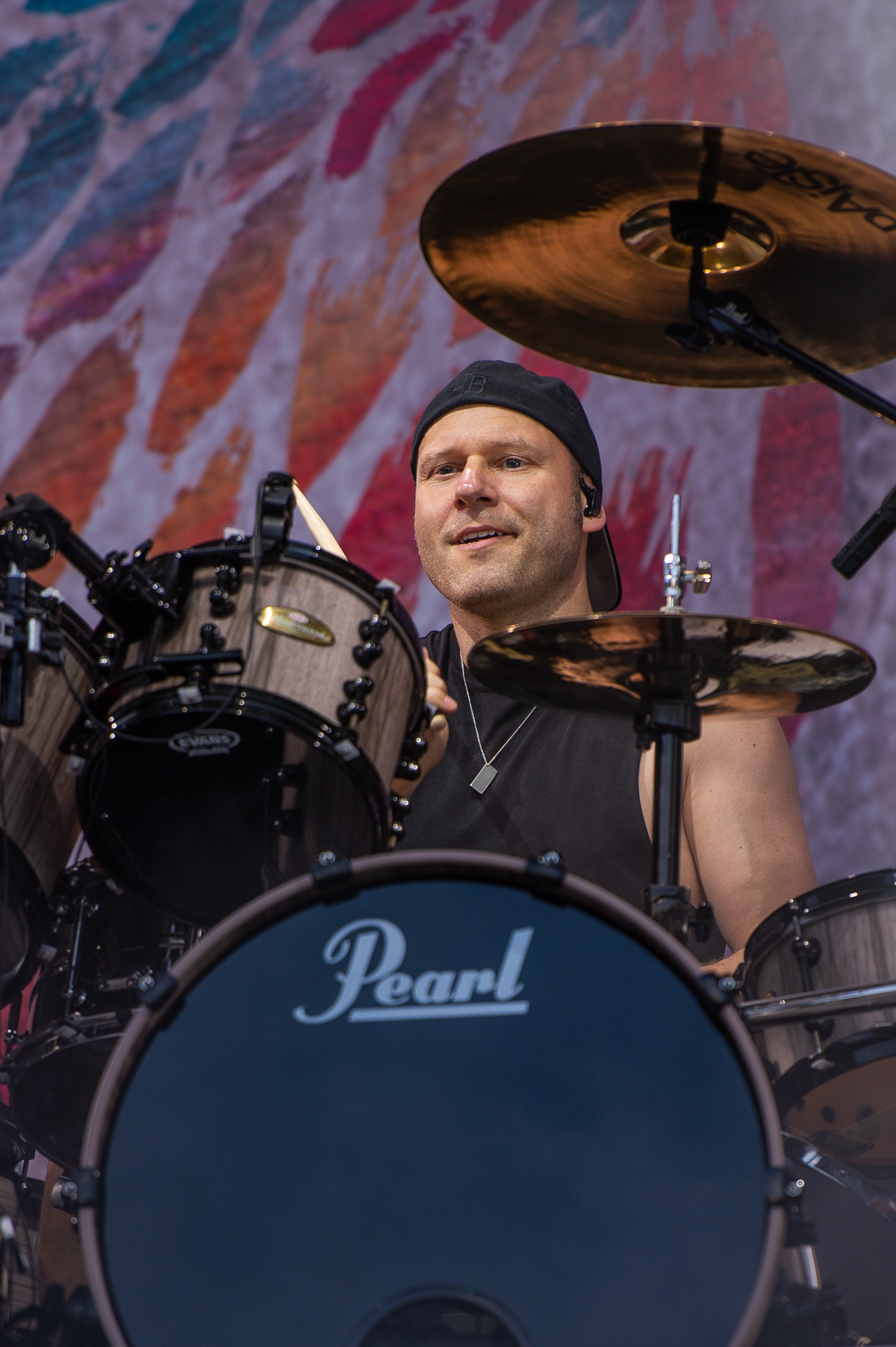
ジェイソン・ボウルド(Ds) 2018年

### 旧メンバー
- ニック・クランドル（Nick Crandle）- ベース (1998-2003) - 前身バンドまで在籍
- ジェイ・ジェイムズ（Jason "Jay" James, 1981年1月13日） - ベース/ボーカル (2003-2015)
  - スタジオアルバムにおけるボーカルは全てマットのものだが、ライヴでは一部のボーカルを彼が担当。特に、マットが喉を痛めてからは更にそのパートが多くなる。パッジとは喧嘩仲間。2015年に脱退。
- マイケル・"ムース"・トーマス（Michael "Moose" Thomas, 1981年6月4日）- ドラムス (1998–2016)

## ディスコグラフィ

### アルバム
| 年                 | タイトル                                                                                | 最高位 | 最高位 | 最高位 | 最高位 | 最高位 | 最高位 | 最高位 | 最高位 | 最高位 | 最高位 | 最高位 | 販売枚数            | ディスク認定                      |
| 年                 | タイトル                                                                                | US     | UK     | AUS    | AUT    | FIN    | FRA    | GER    | JPN    | NZ     | SWE    | SWI    | 販売枚数            | ディスク認定                      |
| ------------------ | --------------------------------------------------------------------------------------- | ------ | ------ | ------ | ------ | ------ | ------ | ------ | ------ | ------ | ------ | ------ | ------------------- | --------------------------------- |
| 2005               | The Poison - Released: 3 October 2005 - Label: ジャイヴ・レコード                       | 128    | 21     | —      | 43     | —      | —      | 25     | 37     | —      | —      | —      | - World: 1,200,000  | - UK: Gold                        |
| 2008               | Scream Aim Fire - Released: 28 January 2008 - Label: ジャイヴ・レコード                 | 4      | 5      | 4      | 3      | 8      | 38     | 3      | 15     | 29     | 5      | 18     | - World: 1,000,000. | - UK: Gold - AUS: Gold - US: Gold |
| 2010               | Fever - Released: 27 April 2010 - Label: ジャイヴ・レコード                             | 3      | 5      | 5      | 2      | 3      | 25     | 3      | 8      | 9      | 14     | 7      | - World: 500,000    |                                   |
| 2013               | Temper Temper - Released: 12 February 2013 - Label: RCAレコード                         | 13     | 11     | 4      | 3      | 5      | 51     | 5      | 17     | 14     | 19     | 9      |                     |                                   |
| 2015               | Venom - Released: 14 August 2015 - Label: RCAレコード                                   | 8      | 3      | 1      | 2      | 4      | 42     | 2      | 9      | 8      | 46     | 1      |                     |                                   |
| 2018               | Gravity - Released: 29 June 2018 - Label: スパインファーム・レコード                    | 17     | 13     | 10     | 7      | 12     |        | 7      | 34     |        | 47     | 6      |                     |                                   |
| 2021               | Bullet for My Valentine - Released: 5 November 2021 - Label: スパインファーム・レコード | 153    | 13     | 17     | 8      | 16     | 132    | 9      | 27     | -      | -      | 11     |                     |                                   |
| "—" はチャート外。 |                                                                                         |        |        |        |        |        |        |        |        |        |        |        |                     |                                   |

### シングル
- Hand of Blood/4 Words (To Choke Upon) (2005年5月10日)
- Suffocating Under Words of Sorrow (What Can I Do) (2005年9月19日)
- All These Things I Hate (Revolve Around Me) (2006年2月3日)
- Tears Don't Fall (2006年6月17日)
- Scream Aim Fire (2007年12月18日)
- Hearts Burst into Fire (2008年3月31日)
- Waking the Demon (2008年4月25日)
- Your Betrayal (2010年3月2日)
- The Last Fight (2010年4月17日)
- Bittersweet Memories (2010年12月14日)
- Fever (2011年3月21日)
- Temper Temper (2012年10月22日)
- Riot (2012年12月17日)
- P.O.W (2013年6月17日)
- Breaking Point (2013年8月12日)
- Raising Hell (2013年11月18日)
- No Way Out (2015年5月18日)
- You Want a Battle? (2015年8月29日)
- Don't Need You (2016年11月7日)
- Over It (2018年4月25日)

### EP
- Bullet for My Valentine (2004年11月15日)
- Hand of Blood (2005年8月22日)
- Hand of Blood: Live at Brixton (2006年10月20日)
- Rare Cuts (2007年8月8日)
- Live From Kingston (2015年10月16日)

### DVD
- The Poison: Live at Brixton (2006年10月30日)
- Scream Aim Fire: Live at London Alexandria (2009年5月1日)
- Live From Brixton: Chapter Two (2017年7月)